# Pèsol d'olor
El pèsol d'olor (Lathyrus odoratus) és una espècie de planta amb flor dins el gènere de la guixa Lathyrus, no pas del gènere del pèsol (Pisum) com el seu nom comú sembla indicar, pertany a la família fabàcia i és planta nativa de l'est de la regió mediterrània.
Es tracta d'una planta utilitzada en jardineria.

## Descripció
Planta anual i enfiladissa que arriba a una llargada d'1 a 2 metres quan disposa d'un suport adient. Les fulles són pinnades i té circells que l'ajuden a enfilar-se. Les flors són porpres de 2-3,5 cm d'amplada en les plantes silvestres en les plantes cultivades són encara més grosses i amb colors més variats.
Aquesta espècie anual es pot confondre amb el pèsol silvestre, (Lathyrus latifolius).

## Cultiu

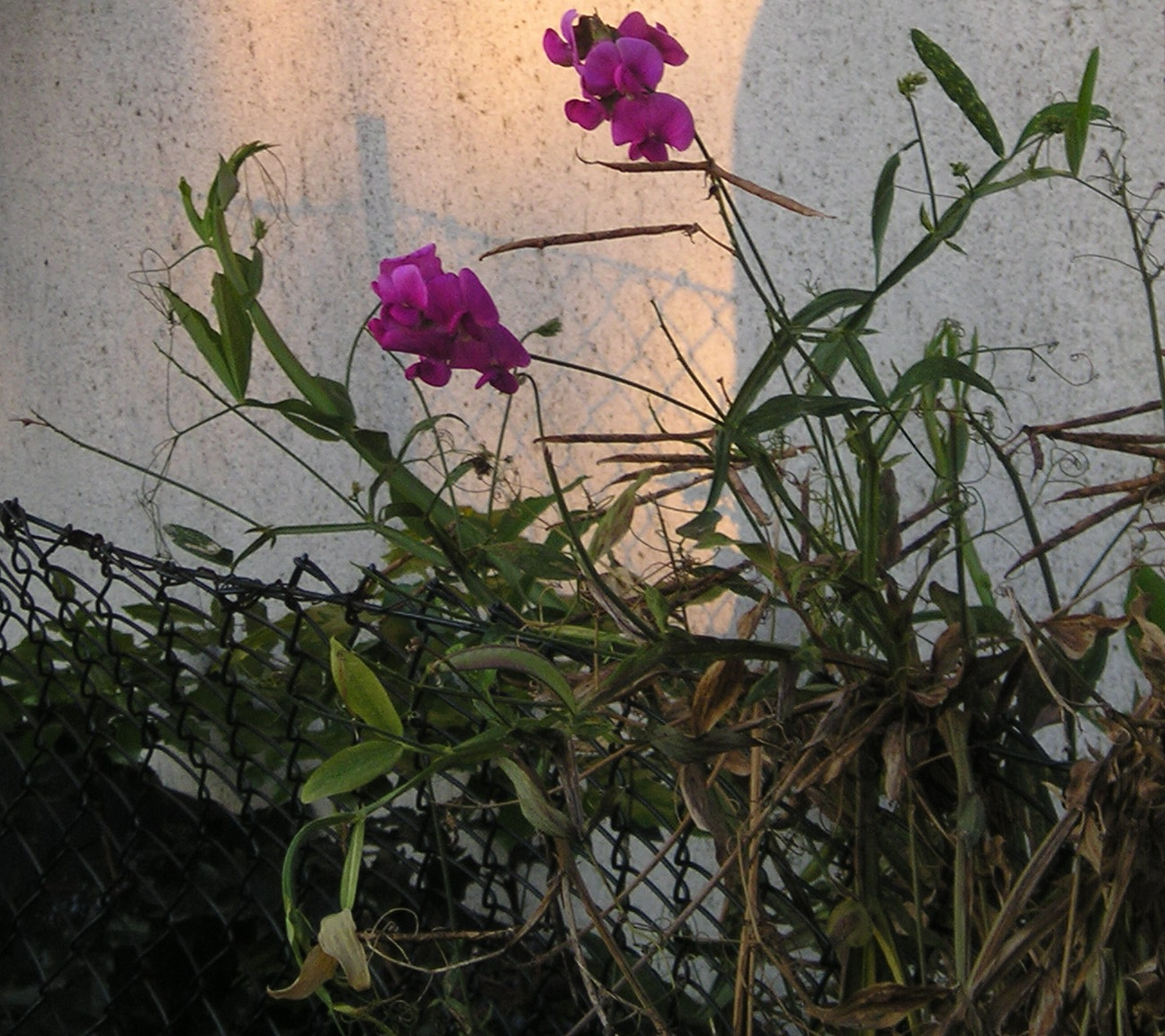
Pèsol d'olor cultivat

Els pèsols d'olor es cultiven com plantes ornamentals des del segle xvii i n'hi ha molts cultivars. Es cultiven pel color de les seves flors (normalment de colors blau, rosa, porpra o blanc, incloent els bicolors) i per la seva intensa fragància.

## Toxicitat
A diferència dels pèsols comestibles, hi ha evidències que les llavors de diverses espècies del gènere Lathyrus són tòxiques si s'ingereixen en gran quantitat. L'espècie emparentada, Lathyrus sativus, que es cultiva com aliment si forma gran part de la dieta produeix la malaltia del latirisme.